# Гионские сёстры
«Гионские сёстры» (яп. 祇園の姉妹 : Гион-но кёдай); англ. Sisters of the Gion — фильм-драма режиссёра Кэндзи Мидзогути, вышедший на экраны 15 октября 1936 года. Кинолента навеяна мотивами повести русского писателя Александра Куприна «Яма». Удостоен премии журнала «Кинэма Дзюмпо» как лучший фильм 1936 года.

## Сюжет
История о двух сёстрах Умэкити и Омотя, гейшах, проживающих в районе удовольствий Гион (Киото). Они имеют совершенно разные точки зрения на отношения с мужчинами. Старшая сестра Умэкити, воспитанная в традициях образа поведения гейш, не может отказать одному из своих любовников, господину Фурусаве, когда он обанкротился и оказался без средств к существованию. Умэкити считает, что она просто обязана ему помочь в трудную минуту. Её младшая сестра Омотя, напротив, весьма меркантильна и осуждает свою старшую сестру, приютившую у себя этого разорившегося человека. Омотя манипулирует мужчинами в корыстных целях, не задумываясь о последствиях. У бедного служащего магазина, Кимуры, она берёт кимоно, не рассчитавшись за него, а лишь обнадёжив беднягу своей любовью к нему. Когда Кимура наконец понимает, что был жестоко обманут, то он наказывает Омотя так, что она оказывается на больничной койке.

## В ролях
- Исудзу Ямада — Омотя
- Ёко Умэмура — Умэкити
- Бэнкэй Сиганоя — Фурусава
- Эйтаро Синдо — Кудо, хозяин галантерейного магазина
- Тайдзо Фуками — Кимура, продавец в галантерейной лавке
- Фумио Окура — Дзюракудо, торговец антиквариатом

## Награды
…В отличие от западных драм и мелодрам о «падших женщинах», нередко взвинченно-сентиментальных по манере произведений, которые проникнуты преувеличенным сочувствием к оступившимся ненароком и искусственно превозносят их страдающие души, картины Кэндзи Мидзогути о гейшах не производят столь гнетущего или же нервно-сострадательного впечатления. Его героини могут выражать недовольство своей профессией, испытывать жизненные потрясения и вообще оказываться на грани полного краха — материального и душевного, но тем не менее они продолжают сохранять некое природное человеческое достоинство, удивительно естественную отрешённость и умиротворённость восприятия всех невзгод на свете.
Премия журнала «Кинэма Дзюмпо» (1937)
- Премия за лучший фильм 1936 года.

## Премьеры
- — национальная премьера фильма состоялась 15 октября 1936 года[4].
- — в ноябре 1979 года впервые показан в США[4].
- — впервые показан российскому зрителю 13 октября 2002 года в рамках ретроспективы фильмов Кэндзи Мидзогути в московском Музее кино[5].